# 2262 Mitidika
2262 Mitidika è un asteroide della fascia principale. Scoperto nel 1978, presenta un'orbita caratterizzata da un semiasse maggiore pari a 2,5892526 UA e da un'eccentricità di 0,2777417, inclinata di 13,39091° rispetto all'eclittica.
Il nome ricorda l'omonima giovane zingara, protagonista di un'opera di Clemens Brentano. 